# Scottish Trader (schip, 1938)
De Scottish Trader was een Brits stoomschip/koopvaardijschip van 4.016 ton. Ze was 118,90 m lang, 16 m breed en 7 m diepgang. Het schip liep van de scheepswerf van stapel in 1938 en werd aldaar gebouwd door J. L. Thomson & Sons Ltd, North Sands, Sunderland. De scheepseigenaar was Trader Navigation Co. Ltd, Londen, Groot-Brittannië, waar ze haar thuishaven had.

## Geschiedenis
Het konvooi SC-56 vertrok vanuit Philadelphia, Verenigde Staten, op 15 november 1941, met een tussenstop in Sydney, Nova Scotia, Canada, op 22 november en daarna onderweg naar Liverpool, Engeland. Haar vracht bestond onder meer uit staal en voedingsmiddelen.
Op 6 december 1941 werd de Scottish Trader (met kapitein George-Ralph-Joseph Harkness als gezagvoerder), een achterblijvend vrachtschip van het konvooi SC-56, getorpedeerd en tot zinken gebracht door de U-131, onder bevel van Arend Baumann, ten zuiden van Ierland, in positie 57°17' N en 20°11' W. De U-boot had zes torpedo’s nodig om het schip tot zinken te brengen. Kapitein G. R. J. Harkness, 36 bemanningsleden en 6 kanonniers van de Scottish Trader kwamen allen hierbij om.